# Nikon Z 7

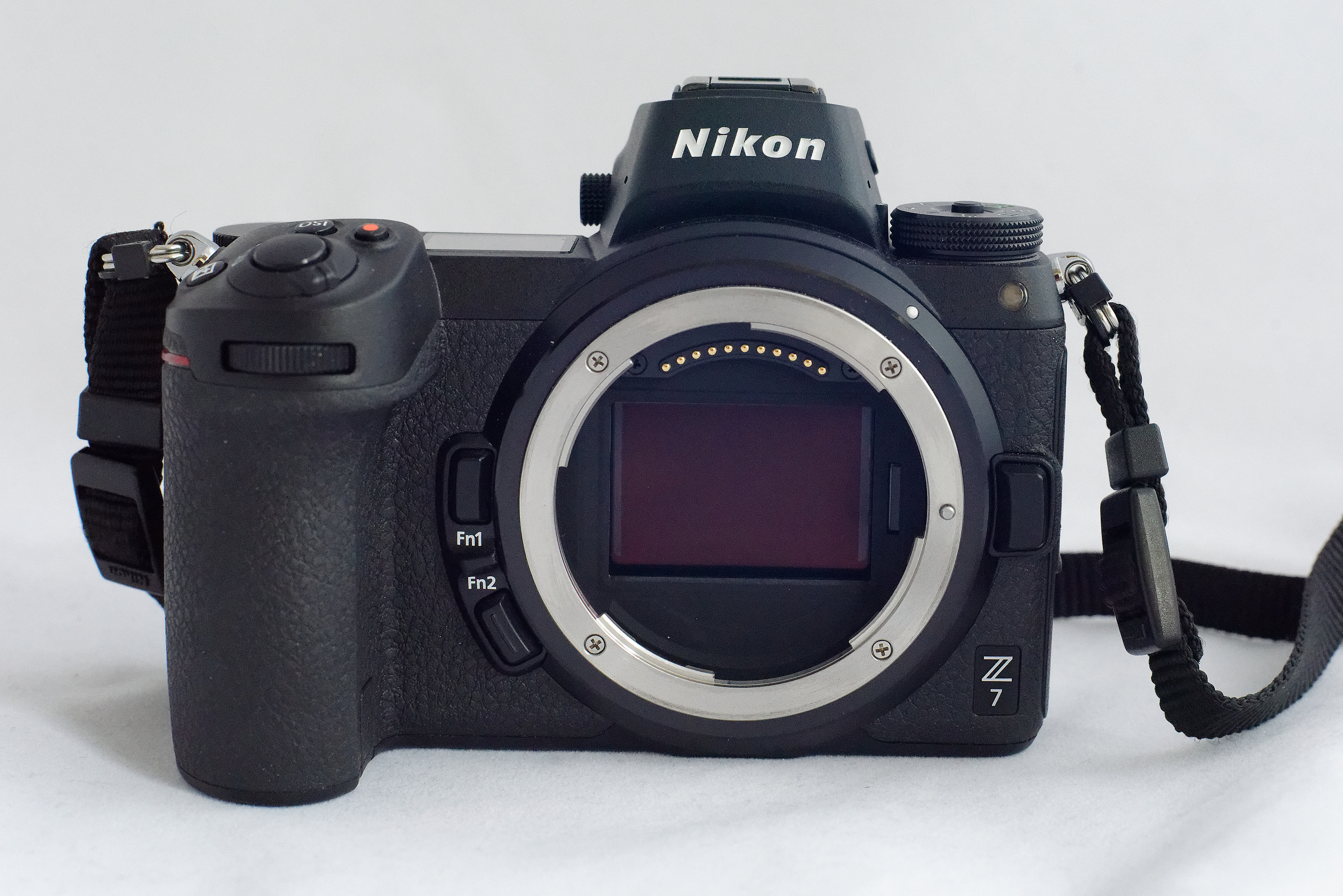
Nikon Z7

Nikon Z 7 je digitální bezzrcadlovka s Full frame snímačem a vyměnitelnými objektivy. Byla představena 23. srpna 2018 s předpokládaným uvolněním do prodeje na podzim 2018. Používá nový úchyt objektivů Nikon Z-mount, akumulátory EN-EL15b a zaznamenává na paměťovou kartu XQD v jednom slotu. Do věcí, které postrádá, patří např. blesk na těle fotoaparátu. Díky bezzrcadlové mechanice dokáže mít expoziční časy až 1/8000 s.

## Vlastnosti
- senzor typu CMOS se zpětným osvětlením
- 45,75 megapixelů
- nativní citlivost 64–25 600 ISO
- obrazový procesor Expeed 6
- Z-mount s průměrem 55 mm; možnost používat F-mount pomocí adaptéru
- přírubní vzdálenost (flange distance) 16 mm
- 493 ostřící body hybridního automatického zaostřování, pokrývající 90 % v hledáčku
- 5bodové zaostřování uvnitř těla
- průběžné snímkování 5,5 až 9 fps
- elektronický hledáček s 3,7 Mpx, prohlížecím úhlem 37° a 0,8× zvětšením
- zadní vyklopitelný displej o úhlopříčce 3,2" a 2,1 Mpx
- video: 1080p @ 120 fps, 4K @ 30 fps
- výstup na HDMI s 10bitovým barevně-složkovým přenosem
- bezdrátové formáty: 802.11 b,g,n,a,ac; Bluetooth LE
- tělo váží 585 g a doporučená cena v Česku je 88 490 Kč[1]

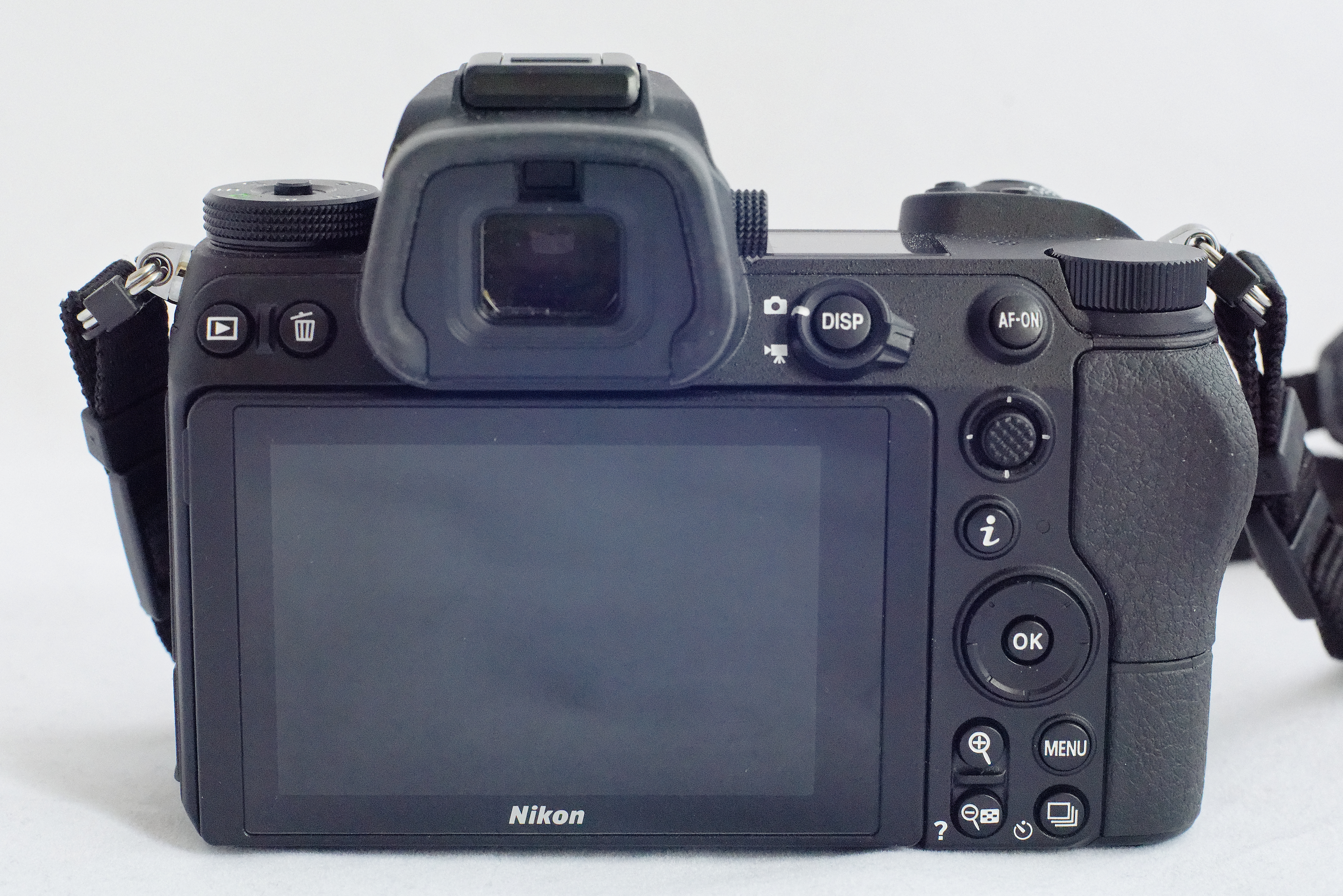
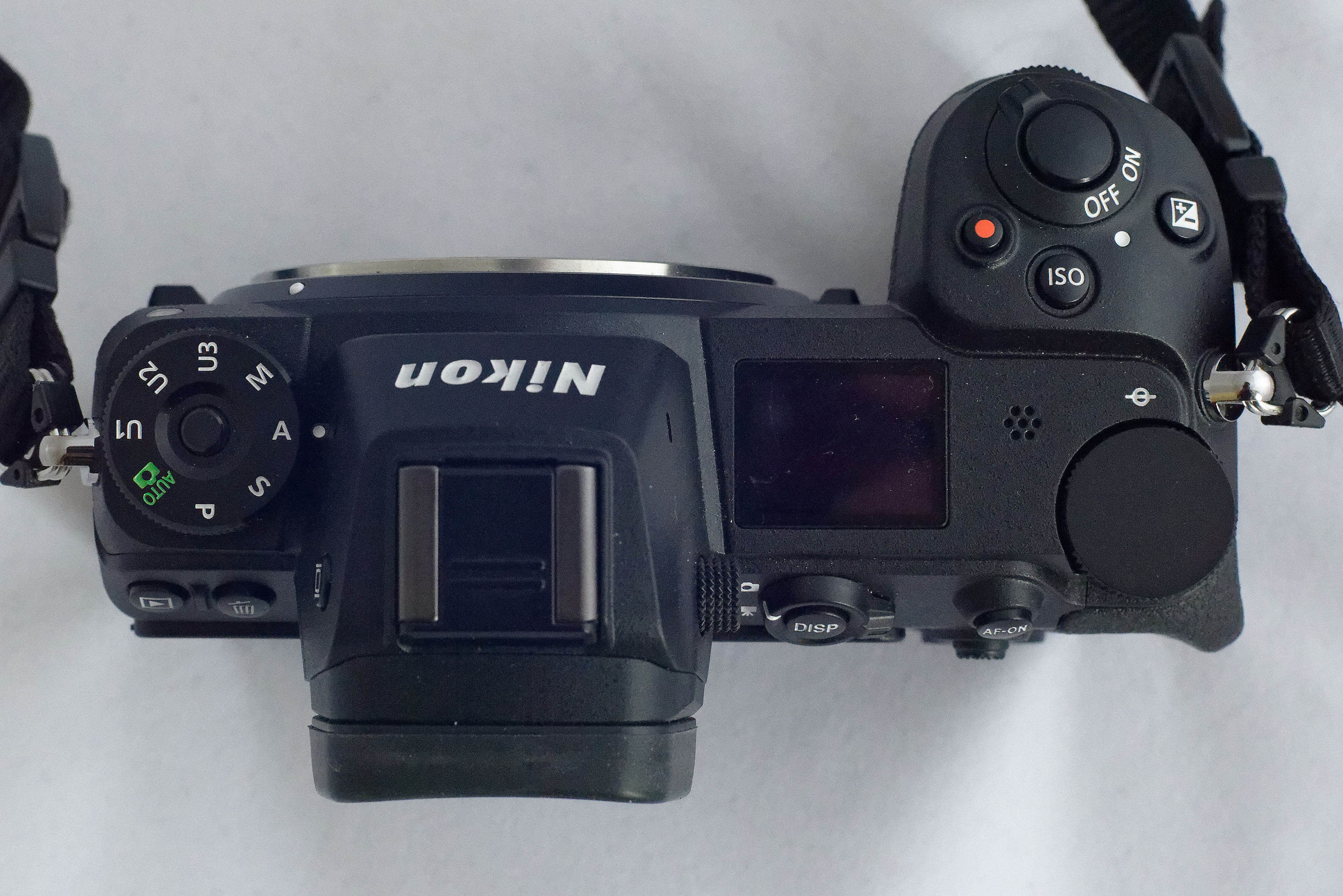
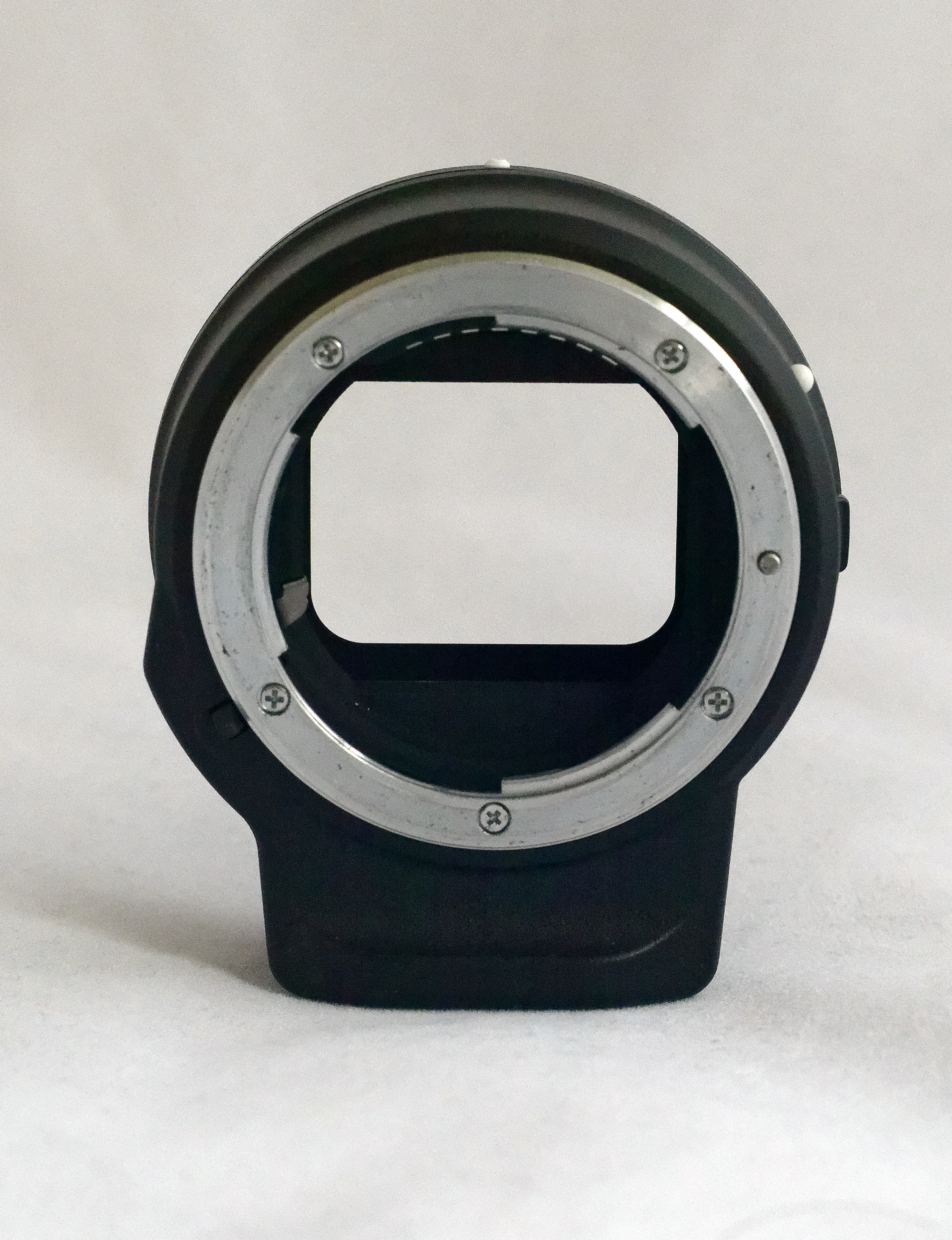
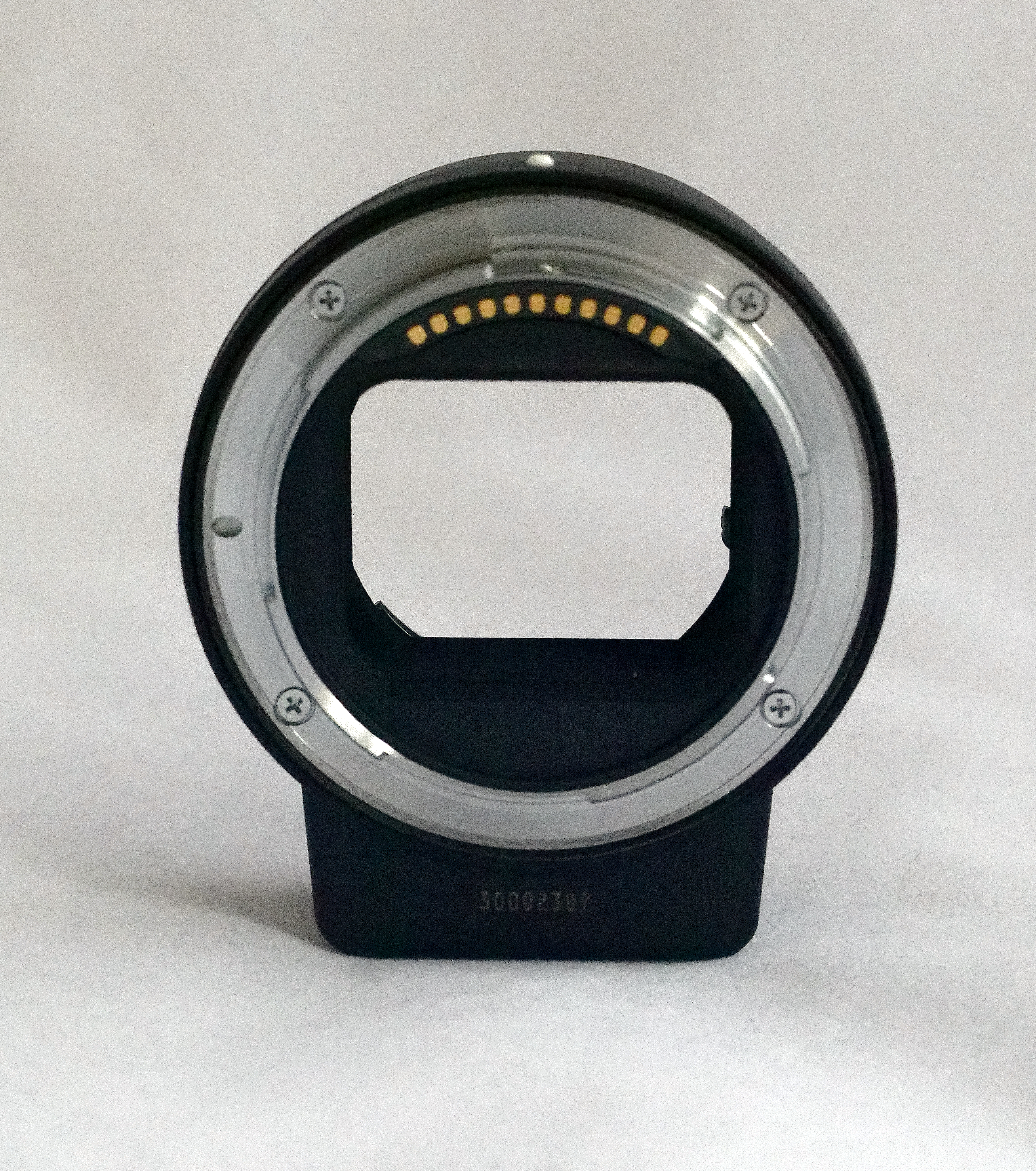
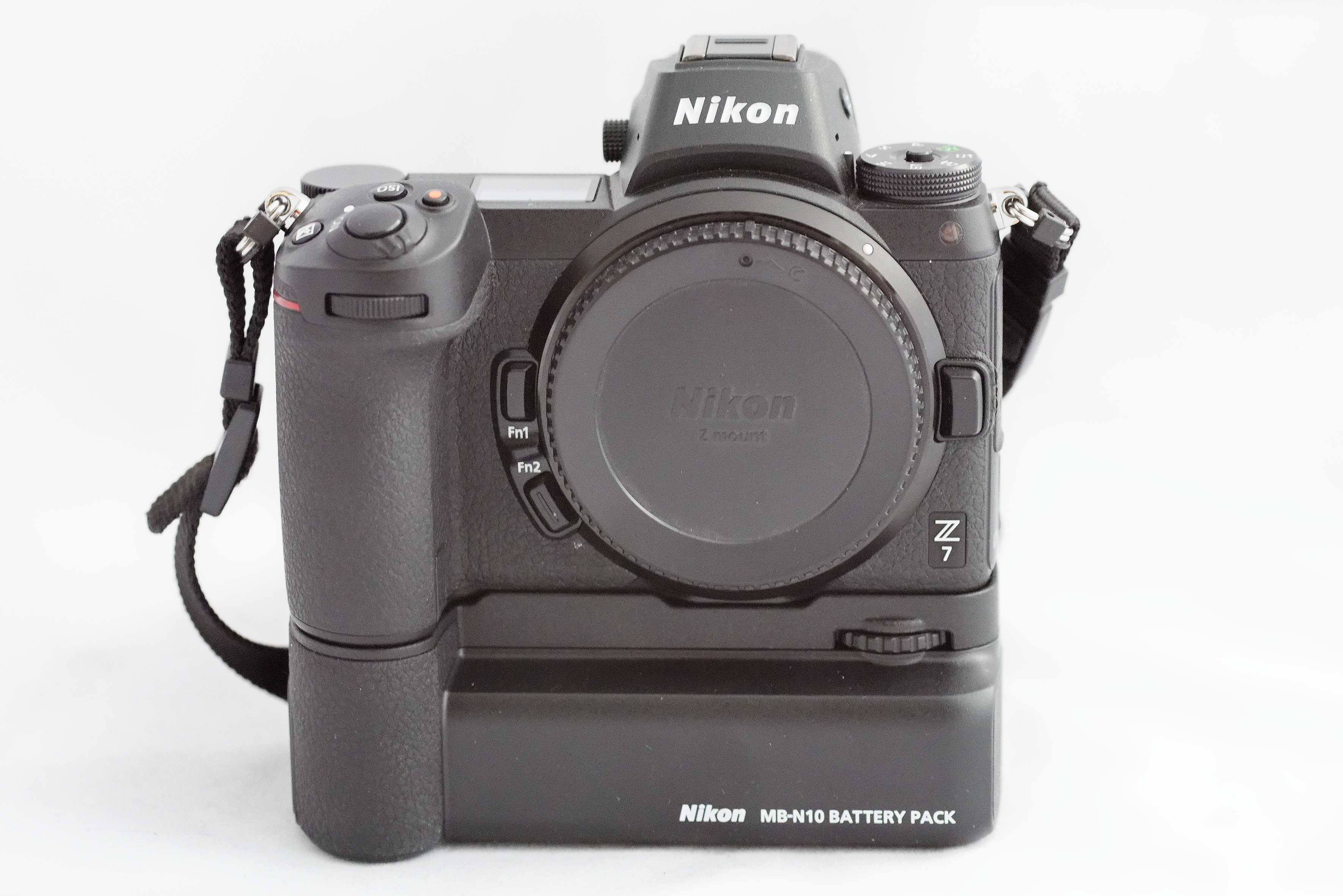
Akkupack MB-N10
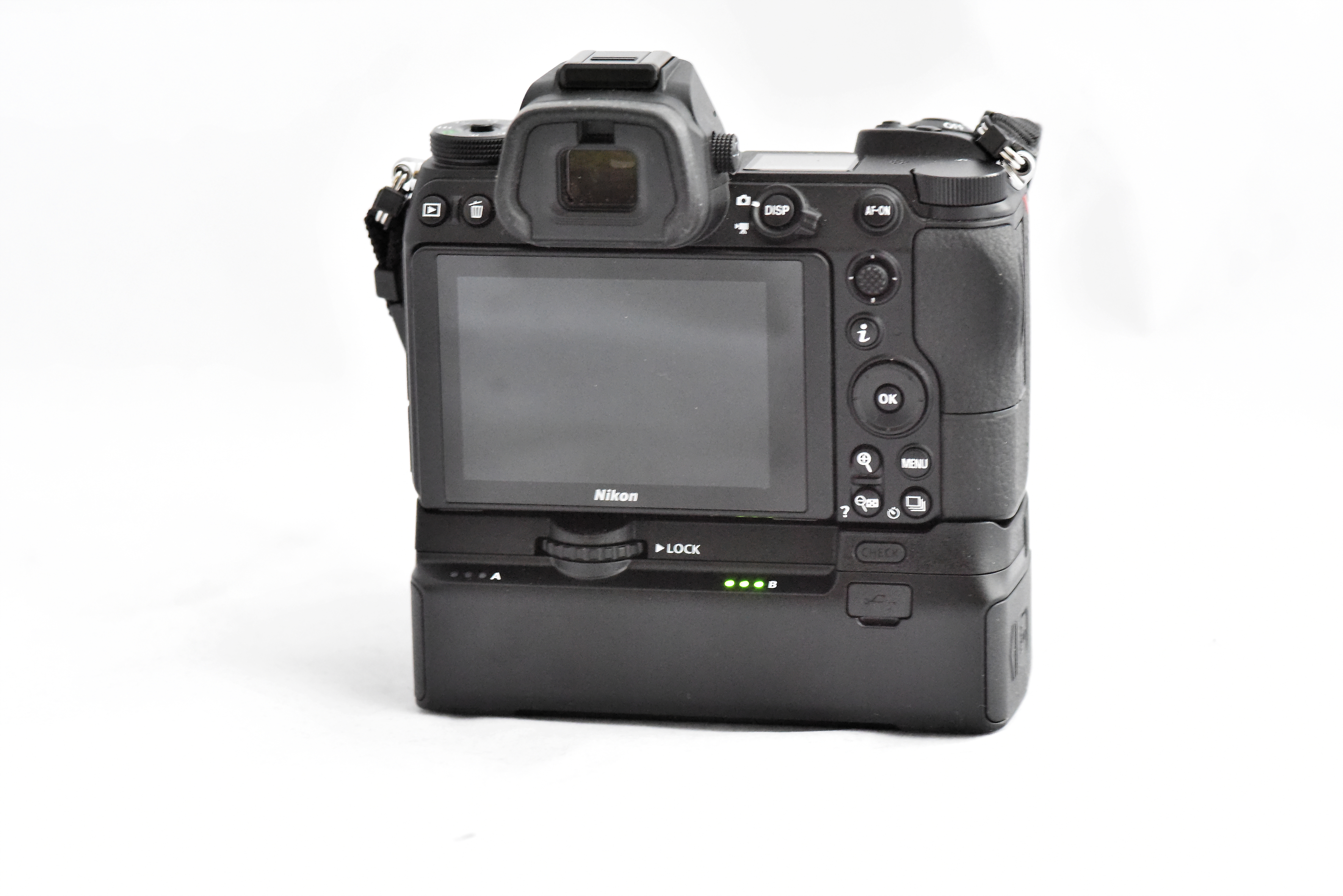
Akkupack MB-N10